# Кирил Варийски
Кирил Варийски е български театрален и филмов актьор.

## Биография
Кирил Варийски е роден на 28 октомври 1954 г. в Пловдив. Завършва Френска езикова гимназия „Антоан дьо Сент-Екзюпери“, след което учи за кратко строително инженерство. През 1980 г. завършва актьорско майсторство за драматичен театър при проф. Сашо Стоянов във ВИТИЗ.
Работи в театрите в Родопски драматичен театър – Смолян (1980 – 1981) и Драматично-куклен театър „Константин Величков“ Пазарджик (1981 – 1983), а след това 4 години е в трупата на Сатиричния театър (1983 – 1987). Участва и в трупите на Народен театър „Иван Вазов“ (1987) и Театър 199. Активно се занимава с озвучаване на филми, сериали и реклами.
Освен с актьорската си дейност, Кирил Варийски е известен и със стиховете си. Също така има журналистически публикации във вестник Континент. Член на САБ и СБФД.
Кирил Варийски умира от инсулт на 21 юни 1996 г. в София. Погребан е в Централните софийски гробища.

## Личен живот
До смъртта си е женен за Елза Лалева, която е актриса и режисьор в кукления театър. Дъщеря им Лора Варийска участва в тв предаването „Здравей“ и е съдружник в архитектурно студио „ФУНКТ“.

## Награди и отличия
- Награда на САБ за млад артист за ролята на Миша Зейцов в „Жестоки игри“ от (Ал. Арбузов) в Драматично-куклен театър „Константин Величков“ Пазарджик (1983).
- II Награда за актьорско майсторство на III Национален преглед на българската драма и театър за ролята на Славчо от „Максималистът (1984)“.
- III Награда за актьорско майсторство на преглед на камерните постановки за „Животът макар и кратък“ на Станислав Стратиев, Враца (1986).

## Театрални роли
- „Ромео и Жулиета“ от Уилям Шекспир – Меркуцио
- „Максималистът“ от Станислав Стратиев – Славчо
- „Ако откраднеш влак“ от Дарио Фо – музикантът

## Телевизионен театър
- „Римска баня“ (1989) (от Станислав Стратиев, реж. Уляна Матева)
- „Представянето на комедията „Г-н Мортагон“ от Иван Вазов и Константин Величков в пловдивския театър „Люксембург“ в 1883 г.“ (1988) (Пелин Пелинов), 2 части – Константин Величков

## Филмография
| Година      | Филми/Сериали                      | Серии | Копродукции            | Роля                                                       |
| ----------- | ---------------------------------- | ----- | ---------------------- | ---------------------------------------------------------- |
| 1997        | Бюро за убийства („Mordbüro“)      |       | Франция/ Белгия/Канада |                                                            |
| 1995        | Аз и сестричката ми Клара          | 7     |                        |                                                            |
| 1994        | Коледни апаши                      |       |                        | кондукторът                                                |
| 1994        | Комитски времена                   |       |                        | поп Сотир                                                  |
| 1993        | Жребият                            | 2     |                        | Стефан Неделев                                             |
| 1993        | Жребият (тв сериал)                | 7     |                        | Стефан Неделев                                             |
| 1990        | Златната ряпа (тв)                 |       |                        | Гочо                                                       |
| 1990        | Живот на колела (тв сериал)        | 5     |                        | Мишо                                                       |
| 1990        | Под игото (тв сериал)              | 9     | България/Унгария       | Колчо слепеца                                              |
| 1990        | 8% любов                           |       |                        |                                                            |
| 1989        | Бързо, акуратно, окончателно (тв)  |       |                        | Живко Петров Ташков                                        |
| 1989        | Мъже без мустаци (тв сериал)       | 6     |                        |                                                            |
| 1988        | Единственият свидетел              |       |                        | Тотко Стоянов, шофьорът на автобуса                        |
| 1987        | Сами в неделя                      |       |                        | Сашо                                                       |
| 1987        | Един ден аванс                     |       |                        | Анри-Жан Клеманс                                           |
| 1987        | Човек на паважа                    |       |                        | Сашко                                                      |
| 1986        | Фокстрот                           |       |                        | певец                                                      |
| 1986        | Съдията                            |       |                        | околийският началник                                       |
| 1985        | Последният езичник                 |       |                        | Курт                                                       |
| 1985        | Горски хора                        |       |                        | Младенов, стажант-адвокат                                  |
| 1985        | Инспектор без оръжие               |       |                        | инспектор Щерев                                            |
| 1985        | Смъртта може да почака             |       |                        | сводникът                                                  |
| 1985        | Борис I                            | 2     |                        | Курт                                                       |
| 1985        | Женски сърца (тв)                  |       |                        | Радул, приятелят на Василчо                                |
| 1984        | Мечтание съм аз... (тв)            |       |                        | доцент д-р Антон Савов                                     |
| 1984        | В името на народа (тв сериал)      | 8     |                        | командира Петър                                            |
| 1983        | Арис (тв)                          |       |                        | монтьор по яхтите                                          |
| 1983        | Варницата (тв)                     |       |                        | Ботко, шофьор                                              |
| 1983        | Пясък                              |       |                        | Стефан Комбинатора-Абсолвентчето                           |
| 1983        | Синът на Мария                     |       |                        | Журналистът Симеон Петров Суровянски / Иван Стефанов Дочев |
| 1982        | 24 часа дъжд                       |       |                        | Марински                                                   |
| 1981        | Ударът                             |       |                        | капитан Матеев                                             |
| 1981        | Йо-хо-хо                           |       |                        | актьорът, Черния пират                                     |
| 1978        | Белият път                         |       |                        |                                                            |
| 1977        | Четвъртото измерение (тв сериал)   | 5     |                        |                                                            |
| 1972 – 1980 | Лека нощ, възрастни!.. (тв сериал) | 27    |                        | пазачът                                                    |